# Burg Isnegg
Die Burg Isnegg, auch Isneck genannt, ist eine abgegangene Spornburg auf 507 m ü. NN im spitzen Winkel zwischen den Steilhängen zur Schlucht der Dietlinger Wasserfälle im Norden und zum Schlüchttal im Osten. Sie liegt 400 Meter südöstlich von Dietlingen, einem Dorf der Gemeinde Weilheim im Landkreis Waldshut in Baden-Württemberg.
Die von einem Wall umgebene und zur Hochfläche hin von einem Graben begrenzte Turmburg wurde vermutlich im 12. Jahrhundert von den Herren von Krenkingen erbaut und nur 1275 mit ihrem Verkauf durch Heinrich von Krenkingen an das Kloster St. Blasien erwähnt.